# Heidelberger Romanze
Heidelberger Romanze is een West-Duitse romantische film uit 1951 onder regie van Paul Verhoeven. De film werd destijds in Nederland uitgebracht onder de titel Ik heb mijn hart in Heidelberg verloren.

## Verhaal
De rijke Amerikaanse Susanne Edwards verneemt in Chicago per brief dat haar verloofde Erwin Turner zijn nieuwe liefde heeft gevonden in Heidelberg en daarom hun verloving met haar wil beëindigen. Geschokt haalt ze haar vader William over om met haar mee te gaan naar Heidelberg en hij gaat akkoord, in de hoop zijn voormalige geliefde Fannerl na ongeveer 40 jaar weer te vinden. Hij vertelt Susanne zijn verhaal:
William kwam als jonge student vanuit Amerika naar Heidelberg en ontmoette Fannerl toen hij op zoek was naar een plek om te verblijven in de stad. Zonder verder oponthoud verhuisde hij naar de kamer die haar tante huurde. Omdat hij ten onrechte in de gevangenis zat, kwam hij in contact met het Gothia-broederschap, waarvan hij al snel lid werd. Hij bracht twee gelukkige jaren door bij Fannerl voordat hij in 1914 terug moest naar Amerika vanwege de plotselinge ziekte van zijn vader. Hoewel hij Fannerl beloofde snel terug te keren, is hem dat nooit gelukt.
Susanne en haar vader komen aan in Heidelberg. Terwijl William een privédetective de opdracht geeft om Fannerl op te sporen, maakt Susanne haar verloofde duidelijk dat ze niet van plan is de verloving te beëindigen en de volgende dag met hem terug zal reizen naar Amerika. Ze wil vervolgens door een gids rondgeleid worden in Heidelberg, maar de geneeskundestudent Hans-Joachim, die zich met deze taak bezighoudt, is zo respectloos over de zogenaamd oude Amerikaanse vrouw, dat ze de tour vroegtijdig beëindigt.
Tijdens een toevallige ontmoeting buiten het hotel verliest Hans-Joachim zijn zakhorloge - het belandt onopgemerkt in de zak van Susanne en Susanne wordt nu als dief naar het politiebureau gebracht. Hans-Joachim besluit geen aangifte te doen en brengt nu de volgende dagen door met Susanne. Hij heeft medelijden met de dame - in zijn ogen is zij waarschijnlijk arm, met slechte ouders, verwaarloosde opvoeding, dief en leugenaar - en wil haar genezen. Door verschillende toevalligheden wordt zijn beeld van Susanne bevestigd, vooral omdat ze zichzelf al snel aan hem presenteert als “Fannerl Brückner” om te testen of hij omwille van haarzelf van haar kon houden. Omdat de mensen om haar heen moesten zweren dat ze haar maskerade niet zouden onthullen, blijft haar vader haar dekken, zelfs als Susanne haar ware identiteit aan Hans-Joachim wil onthullen. Pas als hij het wegens bedrog met haar uitmaakt, ontbindt ze alles en vallen ze allebei in elkaars armen. Na enkele tegenslagen heeft ook William geluk: bij toeval ontmoet hij Fannerl, die al jaren getrouwd is met een oud-studiegenoot, Williams. Haar dochter is de nieuwe vriendin van Erwin, die Susanne heeft vrijgelaten via haar nieuwe liefde.

## Rolverdeling
| Acteur               | Personage                         |
| -------------------- | --------------------------------- |
| Liselotte Pulver     | Susanne Edwards                   |
| O.W. Fischer         | Hans-Joachim, Prins van Reiningen |
| Gardy Granass        | Fannerl Brückner                  |
| Gunnar Möller        | William Edwards jr                |
| Hans Leibelt         | William Edwards                   |
| Ruth Niehaus         | Gabriele Attendorf                |
| Hans Reiser          | Erwin Turner                      |
| Margarete Haagen     | Tante Amalie Brückner             |
| Paul Verhoeven       | Detektiv Schulze                  |
| Melanie Horeschowsky | Alte Fannerl                      |
| Joachim Brennecke    | Thomas Altendorf                  |
| Franz Schafheitlin   | Hotelbediensteter                 |

## Ontvangst
Recensent van De Tijd schreef: "Een vrijwel nietszeggende romance wordt hier op hartveroverende wijze gepresenteerd: charmant, geestig, technisch knap, kortom een film, die de ware liefhebber zeker niet mag missen. Regisseur Paul Verhoeven heeft eer van zijn werk, waarbij vooral de muziek en de verfijnde Afga-kleuren zich uitmuntend aansluiten."
Criticus van De Telegraaf schreef: "Het [verhaal is] niet bijster interessant, mist natuurlijke charme en blijkt in ieder opzicht een gezocht, en te opzettelijk maakwerk om te boeien. Er komen mooie melodieën in voor, er worden emmers bier in verwerkt en er wordt voortreffelijk komedie gespeeld. Maar de lieftalligheid van Lieselotte Pulver van het Stadttheater te Zürich, het temperament van Gunnar Möller en het talent van O.W. Fischer van het Burg Theater te Wenen kunnen het zwakke scenario geen leven inblazen."